# Śluza rowerowa

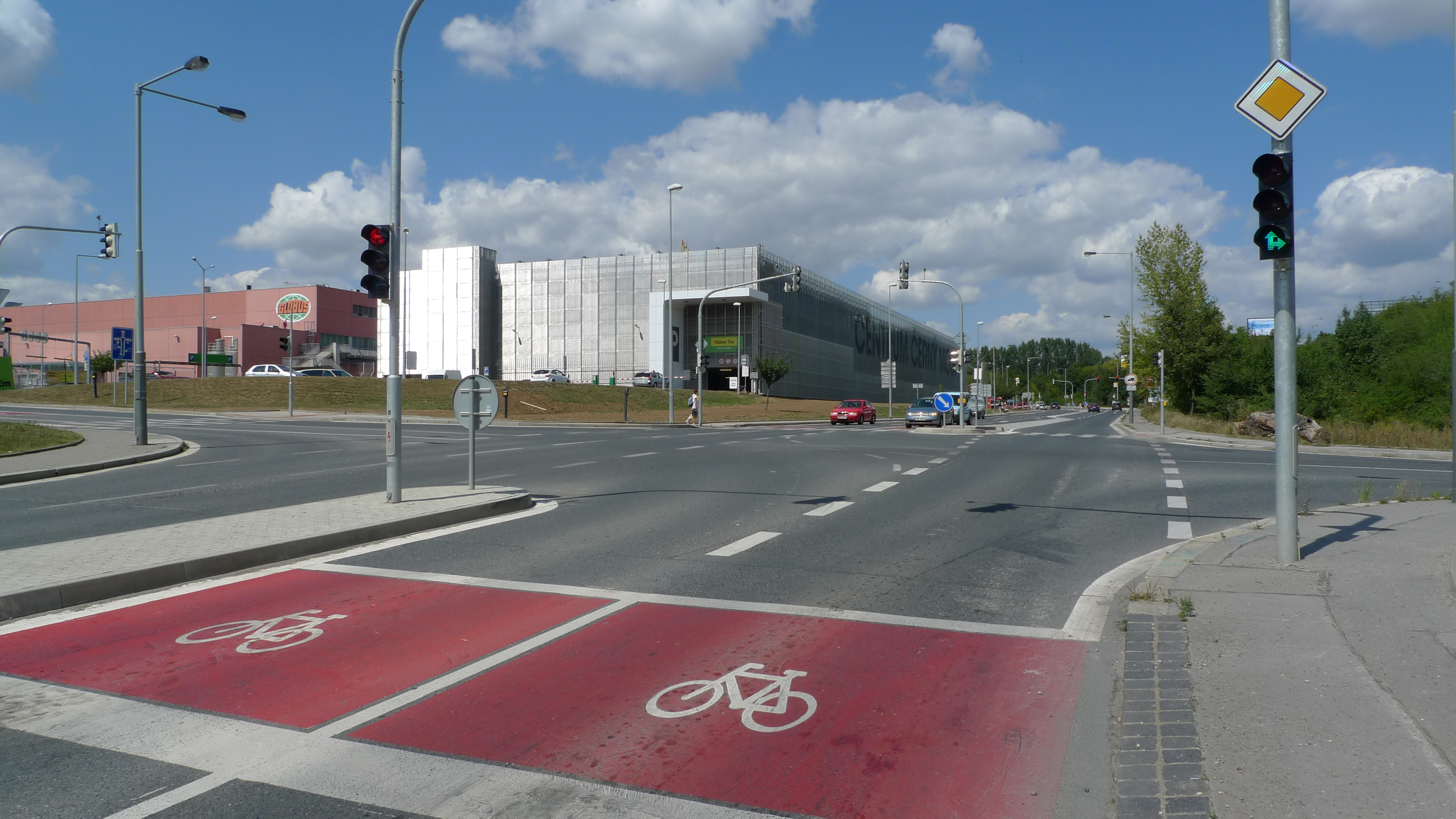
Śluza rowerowa w Pradze

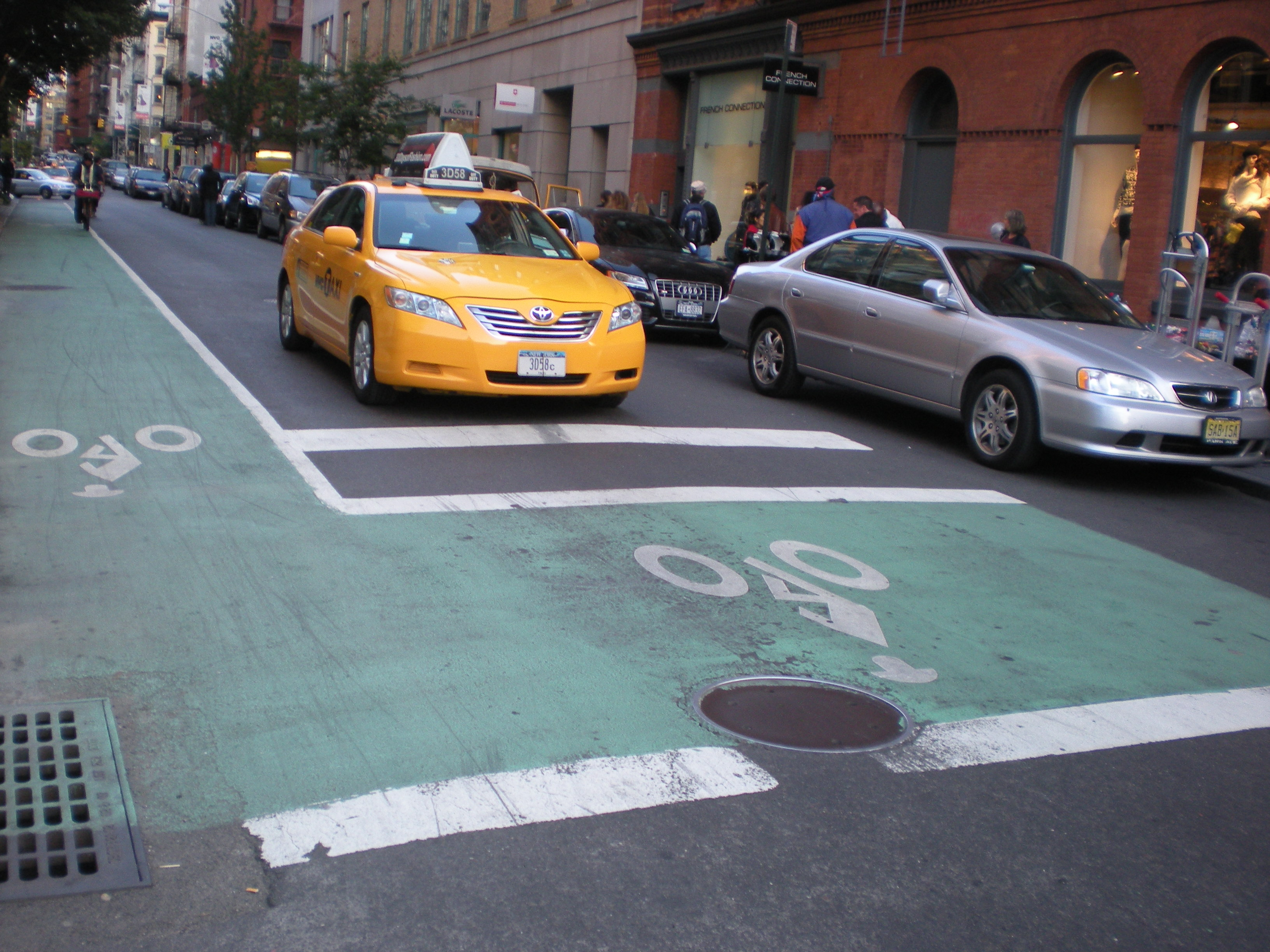
Śluza rowerowa w Nowym Jorku

Śluza rowerowa – część jezdni na wlocie skrzyżowania na całej szerokości jezdni lub wybranego pasa ruchu przeznaczona do zatrzymania rowerów w celu zmiany kierunku jazdy lub ustąpienia pierwszeństwa, oznaczona odpowiednimi znakami drogowymi. Śluzy stosowane są po to, żeby ułatwić skręt w lewo oraz zwiększyć bezpieczeństwo rowerzystów.

## Stosowanie
Pierwsza śluza rowerowa na świecie powstała w 1986 roku w Oksfordzie, a kolejne w Newark, Bristolu i Yorku. Wszystkie te śluzy powstały na zlecenie Ministerstwa Transportu celem zbadania takiej organizacji ruchu. Niezależnie od działań ministerstwa śluzy powstały również w Cambridge i Newcastle.
Pierwsza w Polsce śluza rowerowa została stworzona w sierpniu 2010 roku we Wrocławiu, jeszcze przed wprowadzeniem zmian w przepisach ruchu rowerowego, które weszły w życie 21 maja 2011. W kolejnych latach śluzy pojawiły się również w innych miastach: w 2013 roku m.in. w Katowicach, Gdańsku i Krakowie, a w 2015 m.in. w Poznaniu i Warszawie.
Poza Europą śluzy można spotkać w Ameryce Północnej i Australii.

## Zalety i wady
Dzięki śluzom rowerzyści mogą łatwo ustawić się do skrętu w lewo, co bez śluz zwykle jest trudne, ponieważ wymaga zjechania z prawego pasa na pas lewy. Śluzy poprawiają również widoczność rowerzystów oraz zmniejszają szansę na to, że rowerzysta jadący na wprost zostanie potrącony przez samochód jadący w prawo (zanim samochód ruszy do skrętu, rowerzysta będzie opuszczał skrzyżowanie). Dodatkowo dzięki śluzom rowerzyści oczekujący na czerwonym świetle są mniej narażeni na spaliny samochodowe.
Śluzy mogą czasami skrócić czas przejazdu dla cyklistów kosztem czasu przejazdu dla kierowców - zwłaszcza w przypadku dużego natężenia ruchu.

## Niestandardowe śluzy

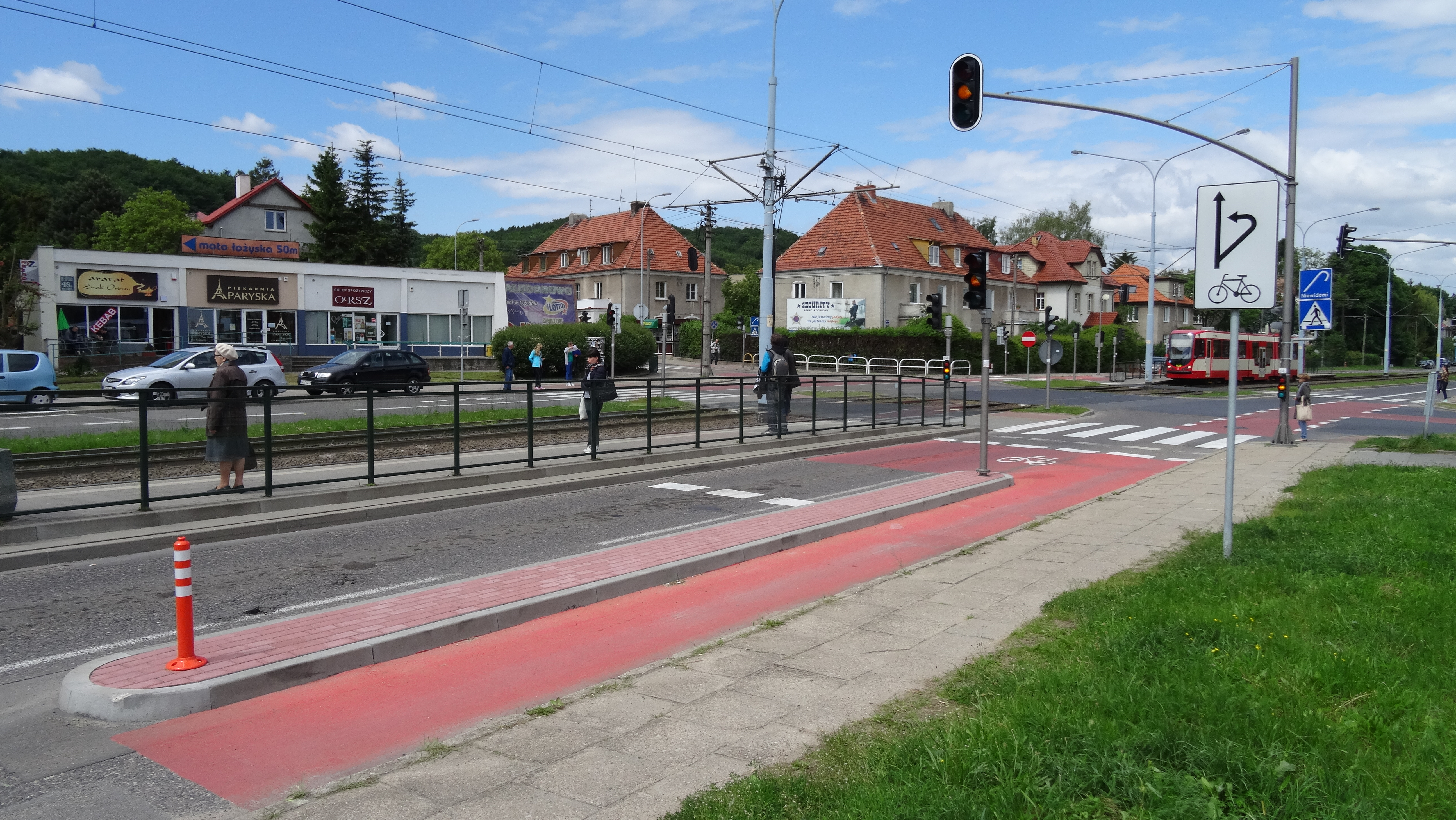
Standardowa śluza i śluza do skrętu w lewo „na dwa” (w oddali)

Poza typową śluzą przeznaczoną do obsługi wszystkich relacji na skrzyżowaniu z sygnalizacją świetlną rzadziej stosuje się również inne rodzaje śluz:
- śluza do skrętu w lewo „na dwa” na skrzyżowaniu z sygnalizacją świetlną przy nadawanym sygnale zielonym lub z wlotu z pierwszeństwem,
- śluza służąca do obsługi relacji skrętnych na skrzyżowaniu ulicy z drogami dla rowerów na skrzyżowaniu z sygnalizacją świetlną,
- śluza do skrętu w lewo w obrębie drogi dla rowerów w narożniku skrzyżowania[14][15].

## Oznakowanie i uwarunkowania prawne w Polsce

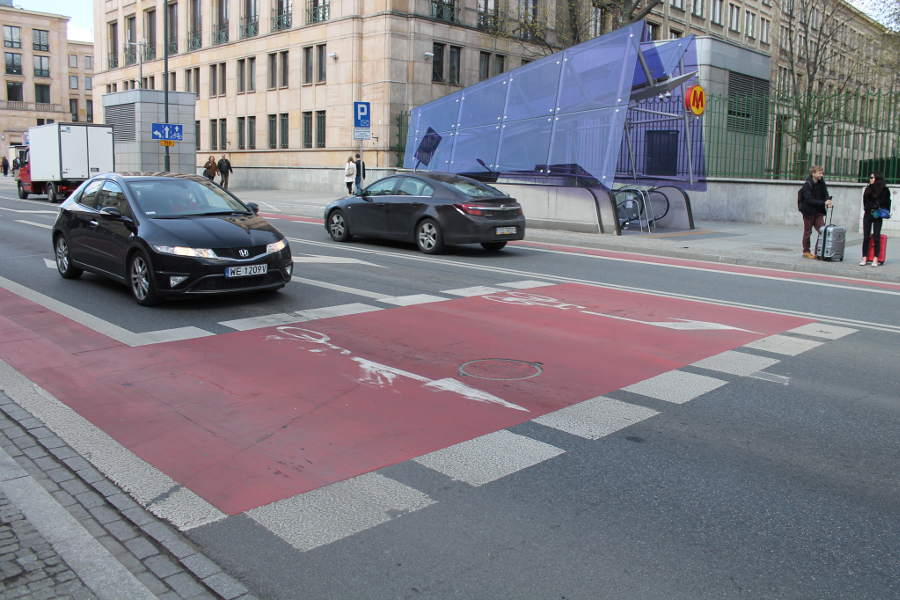
Śluza rowerowa w Warszawie

Śluzę dla rowerów lokalizuje się na wlocie jezdni przed skrzyżowaniem lub w obszarze tego skrzyżowania, stanowi ona obszar pomiędzy znakami poziomymi: P-12 (linia bezwzględnego zatrzymania - stop), P-13 (linia warunkowego zatrzymania złożona z trójkątów) lub P-14 (linia warunkowego zatrzymania złożona z prostokątów). Krawędź śluzy położoną najdalej od skrzyżowania wyznacza się znakiem poziomym P-14. Powierzchnię śluzy dla rowerów oznacza się barwą czerwoną z wymalowanym znakiem poziomym P-23 (rower). Minimalna odległość pomiędzy liniami wyznaczającymi śluzę dla rowerów powinna wynosić 2,5 m.
Pojęcie śluzy rowerowej zostało wprowadzone do prawa o ruchu drogowym ustawą z dnia 1 kwietnia 2011. Natomiast szczegóły techniczne związane z jej stosowaniem zostały uregulowana w rozporządzeniu Ministra Infrastruktury i Rozwoju z dnia 3 lipca 2015 r. zmieniającym rozporządzenie w sprawie szczegółowych warunków technicznych dla znaków i sygnałów drogowych oraz urządzeń bezpieczeństwa ruchu drogowego i warunków ich umieszczania na drogach.